# Uguisudani
Uguisudani (鴬谷) est un quartier du nord-est de Tokyo. Il est situé dans l'arrondissement Taito-ku. Sa population est de 23 707 habitants en 2008. Il est desservi par les lignes JR Yamanote et Keihin-Tohoku. 

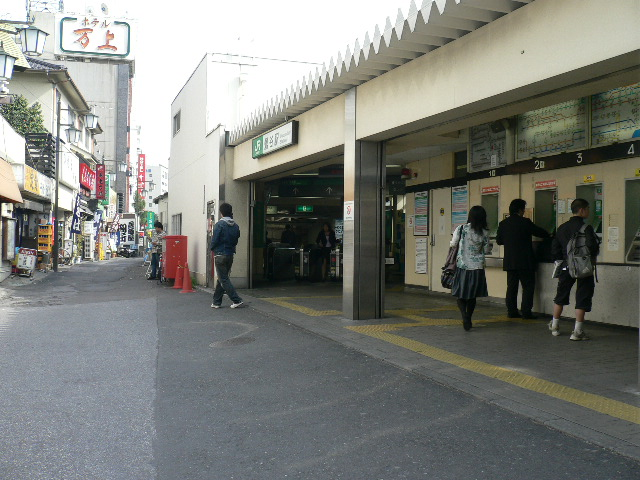
Sortie nord de la gare d'Uguisudani.

Ce quartier est célèbre pour ses très nombreux « love hôtels ».

## Histoire
Negishi, que l'on disait être un quartier résidentiel du centre-ville, a été habité par de nombreux écrivains depuis l'époque d'Edo. La villa de Mutsu Munemitsu se trouve également sur Negishi.
De l'ère Meiji au début de l'ère Showa, de nombreuses personnalités littéraires célèbres telles que Masaoka Shiki vivaient autour de Negishi, et il y existait aussi un salon littéraire qui se réunissait à Shimotani Negishi. Negishi 4 est un vestige du Hanamachi, et il en reste un ancien restaurant. Masaoka Shiki a d'ailleurs écrit à propos d'Uguisudani avec la phrase : " Il y a plus de concubines que d'épouses ". 

## Monuments
A Uguisudani se trouve Shiki-an, un musée de calligraphie dédié à Nakamura Fusetsu. 